# Championnat du Yémen de football 2008-2009
Navigation
Saison précédente Saison suivante
La saison 2008-2009 du Championnat du Yémen de football est la dix-septième édition de la première division au Yémen. Quatorze formations sont rassemblées au sein d'une poule unique et s'affrontent deux fois au cours de la saison, à domicile et à l'extérieur. Les quatre derniers sont relégués et remplacés par les quatre meilleurs clubs de Division 1, la deuxième division yéménite.
C’est le tenant du titre, Al Hilal Hudaydah qui remporte à nouveau la compétition cette saison après avoir terminé en tête du classement final, avec un seul point d'avance sur Al Ahli Sanaa et treize sur Al Saqr Ta'izz. Il s’agit du second titre de champion du Yémen de l’histoire du club.

## Les clubs participants
| - Al-Sha'ab Ibb - Al Wehda Club Aden - Al-Shabab al-Baydaa - Promu de D2 - Al Ittihad Ibb - Promu de D2 - Al-Tilal SC - Promu de D2 - Al Hilal Hudaydah - Al Shula Aden | - Al-Sha'ab Sanaa - Promu de D2 - Al Sha'ab Hadramaut - Al Yarmuk al-Rawda - Hassan Abyan - Al Saqr Ta'izz - Al Ahli Sanaa - Al-Rasheed Ta'izz |

## Compétition
Le barème de points servant à établir le classement se décompose ainsi :
- Victoire : 3 points
- Match nul : 1 point
- Défaite : 0 point

### Classement
| Rang | Équipe              | Pts | J  | G  | N  | P  | Bp | Bc | Diff |
| ---- | ------------------- | --- | -- | -- | -- | -- | -- | -- | ---- |
| 1    | Al Hilal HudaydahT  | 56  | 26 | 17 | 5  | 4  | 37 | 12 | +25  |
| 2    | Al Ahli SanaaC      | 55  | 26 | 17 | 4  | 5  | 48 | 24 | +24  |
| 3    | Al Saqr Ta'izz      | 43  | 26 | 11 | 10 | 5  | 31 | 20 | +11  |
| 4    | Al Shula Aden       | 36  | 26 | 9  | 9  | 8  | 32 | 31 | +1   |
| 5    | Al Wehda Club Aden  | 36  | 26 | 10 | 6  | 10 | 27 | 34 | -7   |
| 6    | Shabab Al BaydaaP   | 34  | 26 | 8  | 10 | 8  | 27 | 18 | +9   |
| 7    | Al Yarmuk al-Rawda  | 34  | 26 | 8  | 10 | 8  | 21 | 20 | +1   |
| 8    | Al-Sha'ab Ibb       | 33  | 26 | 7  | 12 | 7  | 28 | 25 | +3   |
| 9    | Al-Tilal AdenP      | 33  | 26 | 8  | 9  | 9  | 21 | 27 | -6   |
| 10   | Al Ittihad IbbP     | 32  | 26 | 7  | 11 | 8  | 20 | 21 | -1   |
| 11   | Al Sha'ab Hadramaut | 30  | 26 | 8  | 6  | 12 | 32 | 33 | -1   |
| 12   | Hassan Abyan        | 30  | 26 | 7  | 9  | 10 | 22 | 28 | -6   |
| 13   | Al-Rasheed Ta'izz   | 20  | 26 | 3  | 11 | 12 | 9  | 34 | -25  |
| 14   | Al Sha'ab Sana'aP   | 15  | 26 | 3  | 6  | 17 | 20 | 48 | -28  |

|  | Qualification pour la Coupe de l'AFC 2010                                      |
|  | Relégation directe en Division 1                                               |
|  | T : Tenant du titre C : Vainqueur de la Coupe du Yémen P : Promu de Division 1 |

## Bilan de la saison
| Championnat du Yémen de football 2008-2009 |                              |
| Champion                                   | Al Hilal Hudaydah (2e titre) |
| Coupes et trophées                         |                              |
| Vainqueur de la Coupe du Yémen 2008-2009   | Al Ahli Sanaa                |
| Qualifications continentales               |                              |
| Coupe de l'AFC 2010                        | Al Hilal Hudaydah            |
| Coupe de l'AFC 2010                        | Al Ahli Sanaa                |
| Promotions et relégations                  |                              |
| Promus en Yemeni League                    | Al Wehda Club Sanaa          |
| Promus en Yemeni League                    | Al Oruba Zabid               |
| Promus en Yemeni League                    | Al Ahli Ta'izz               |
| Promus en Yemeni League                    | Salam al-Garfa               |
| Relégués en Division 1                     | Al Sha'ab Hadramaut          |
| Relégués en Division 1                     | Hassan Abyan                 |
| Relégués en Division 1                     | Al-Rasheed Ta'izz            |
| Relégués en Division 1                     | Al Sha'ab Sana'a             |